# Felice Bauerová
Felice Bauerová, nepřechýleně Felice Bauer (18. listopadu 1887 Prudník ve Slezsku – 15. října 1960 v Rye u New Yorku) byla přítelkyně a snoubenka Franze Kafky.

## Biografie
Felice Bauerová byla dcerou pojišťovacího agenta ze Slezska, ale když jí bylo dvanáct let, přestěhovala se rodina do Berlína. Pracovala jako prokuristka u firmy Carl Lindström v Berlíně.
Felice Bauerová byla vzdálenou příbuznou Maxe Broda, Kafkova přítele a právě u Brodových se v srpnu 1912 Felice se Franzem Kafkou prvně setkala. Během večera si vyměnili adresy a rozhodli se podniknout společnou cestu do Palestiny. Tím začala jejich korespondence i pětiletý poměr.
Milostný poměr Felice Bauerové a Franze Kafky trval od roku 1912 do roku 1917 a byl velmi rozporuplný a proměnlivý. Komplikace do něj vnášela i Felicina přítelkyně Grete Blochová, do níž byl Kafka rovněž krátký čas zamilován. V době vztahu s Felicí si vyměnili řadu dopisů (Kafka jich poslal na pět set), podnikli spolu několik cest a byli dvakrát zasnoubeni (v roce 1914 a 1917). Když se Felice dozvěděla o Kafkově blízkém vztahu s Gretou, žádala vysvětlení. Po vyčítavé hádce, jíž byla přítomna i Felicina sestra Erna a Grete, zrušil Kafka své první zásnuby, nicméně jí psal dál. Druhé zásnuby zrušil, obávaje se, že svatba a manželský život by jej odváděly od literární tvorby. Poté co u Kafky v roce 1917 propukla tuberkulóza, definitivně Felici opustil.
V roce 1919 se Felice provdala za berlínského bankovního prokuristu Moritze Marasse, s nímž měla dvě děti, syna Heinze (1920 - 2012) a dceru Ursulu (1921-1966). V roce 1931 se odstěhovali nejdříve do Švýcarska, poté v roce 1936 do Spojených států amerických, kde její manžel následujícího roku zemřel. Felice byla později finančním nedostatkem a nemocí nucena prodat Kafkovy dopisy nakladateli Salmanu Schockenovi.
Žila ve Spojených státech amerických až do své smrti v roce 1960.
Dopisy, které Kafka Felici poslal, byly později knižně vydány pod názvem Dopisy Felici.